# Ferdynand Orleański
Ferdynand Filip Maria Orleański, fr. Ferdinand Philippe Marie de Orléans (ur. 12 lipca 1844 w Neuilly-sur-Seine, zm. 29 czerwca 1910 w Wimbledonie) – francuski arystokrata, członek rodu panującego Królestwa Francuzów, książę Alençon.

## Życiorys
Urodził się jako drugi syn spośród czwórki dzieci Ludwika Karola Orleańskiego (1814–1896), księcia Nemours i jego żony Wiktorii Franciszki Koburg-Koháry (1822–1857). Obok starszego brata Ludwika Gastona (1842–1922) miał dwie młodsze siostry: Małgorzatę Adelajdę (1846–1893) i Blankę Marię (1857–1932). W chwili narodzin Ferdynand był piąty w kolejności dziedziczenia tronu. Nadano mu imiona na cześć swojego stryja Ferdynanda Filipa (1810–1842). W dniu chrztu otrzymał od dziadka Ludwika Filipa I (1773–1850) tytuł książęcy, nadany na wniosek miasta Alençon. W wyniku wydarzeń rewolucji w 1848 rodzina Ferdynanda udała się na emigrację do Wielkiej Brytanii, aby zamieszkać w Claremont. Odebrał surowe wychowanie prowadzone głównie przez ojca, który marginalizował rolę matki. Kiedy Ferdynand miał 13 lat zmarła jego matka, a pieczę nad wychowaniem dzieci ojciec oddał babce Marii Amelii Burbon-Sycylijskiej (1782–1866). W 1858–1861 uczęszczał do Old Royal High School w Edynburgu.
W 1861–1866 dzięki protekcji stryja Antoniego (1824–1890) służył w armii hiszpańskiej jako kadet szkoły oficerskiej w Segowii. Po zakończeniu kursu wstąpił do regularnej służby. Urlopowany w 1866 wziął udział wraz z kuzynem Ludwikiem Filipem (1845–1866) w podróży do Australii. Jednak na wieść o śmierci babki (1866) zawrócił w Aleksandrii. W 1867–1868 brał udział w tłumieniu serii buntów na Filipinach, za co otrzymał awans na stopień kapitana. Po upadku Izabeli II, w 1868 regent Francisco Serrano zaoferował Ferdynandowi, aby objął władzę w kraju. Jednak w obawie przed wzrostem znaczenia stryja Antoniego, i sprzeciwu Napoleona III, odrzucił tę propozycję, uzasadniając ją przywiązaniem do tradycji francuskiej.
Po tych wydarzeniach Ferdynand Orleański odciął się od działalności politycznej i zamieszkał wraz z nowo założoną rodziną w Palermo. W związku ze wzrostem nastrojów nacjonalistycznych we Włoszech, został oskarżony przez prasę o sprzyjanie ruchowi monarchistycznemu, mającemu na celu rozbicie świeżo zjednoczonego kraju i odnowienie Królestwa Obojga Sycylii. Chcąc zamanifestować swój sprzeciw wobec podobnym pomówieniom, wyjechał do Austro-Węgier i zamieszkał w Tyrolu (Meren, później w Mentelbergu). Po upadku II Cesarstwa, powrócił do Francji, zamieszkując chwilowo w Paryżu, aby ostatecznie przenieść się do Vincennes. W 1872 Ferdynand Orleański wstąpił do służby w wojsku francuskim, otrzymując awans na stopień majora. W 1888 został zwolniony ze służby na podstawie ustawy, która wykluczała z pełnienia funkcji państwowych wszystkich członków rodów Burbonów i Bonapartych. Odrzucił zaproszenie swojego kuzyna Ludwika Filipa (1838–1894) do emigracji. Ponownie zamieszkał w Paryżu.
W 1876 wstąpił do Franciszkańskiego Zakonu Świeckich. Po tragicznej śmierci żony w 1897 złożył prośbę u papieża Piusa X o wstąpienie do regularnego zakonu (1904). Została ona odrzucona, po czym poświęcił się podróżowaniu po Europie. Zmarł w 1910 w trakcie objazdu po Anglii. Został pochowany w Kaplicy Królewskiej w Dreux.

## Krąg rodzinny
28 września 1868 na Zamku Possenhofen w Pöcking poślubił Zofię Karolinę Wittelsbach (1847–1897), córkę Maksymiliana Józefa (1808–1888) i Ludwiki Wilhelminy (1808–1892), królewny bawarskiej. Z małżeństwa tego pochodzi dwoje dzieci:
- Ludwika Wiktoria (1869–1952) ⚭ Alfons Wittelsbach (1862–1933), syn Adalberta (1828–1875) i Amelii Burbon (1834–1905), infantki Hiszpanii;
- Filip Emanuel (1872–1931), książę Vendôme ⚭ Henryka Maria Koburg (1870–1948), córka Filipa (1837–1905), hrabiego Flandrii, i Marii Ludwiki (1845–1912), księżniczki Hohenzollern-Sigmaringen.

## Odznaczenia
- Kawaler Krzyża Wielkiego Orderu Świętego Huberta (1868)
- Kawaler Krzyża Wielkiego Orderu Ernestyńskiego (1868)
- Baliw Krzyża Wielkiego Orderu Honoru i Dewocji w Posłuszeństwie (1888)

## Przodkowie
| Prapradziadkowie                      | Ludwik Filip Orleański Gruby (1725–1785) ∞1743 Ludwika Henryka Burbon-Conti (1726–1759)    | Ludwik Jan Burbon (1725–1793) ∞1744 Maria Teresa d’Este (1726–1754)                        | kr. Hiszpanii Karol III (1716–1788) ∞1738 Maria Amelia Saska (1724–1760)                   | ces. rzymsko-niemiecki Franciszek I (1708–1765) ∞1736 aks. Austrii Maria Teresa (1717–1780) | ks. Saksonii-Koburga-Saalfeld Ernest Fryderyk (1724–1800) ∞1749 Zofia Antonina z Brunszwiku-Wolfenbüttel (1724–1802) | hr. Reuss-Ebersdorf Henryk III (1724–1779) ∞1754 Karolina Erbach-Schönberg (1727–1796)                   | Ignác József Koháry (1726–1777) ∞ok. 1750–1760 Maria Gabriella Cavriani (1736–1803)    | Jiří Kristián Waldstein-Wartenberg (1743-1791) ∞1765 Elisabeth von Ulfeldt (1747–1791) |
| Pradziadkowie                         | Ludwik Filip Orleański Równy (1747–1793) ∞1769 Ludwika Maria Burbon (1753–1821)            | Ludwik Filip Orleański Równy (1747–1793) ∞1769 Ludwika Maria Burbon (1753–1821)            | kr. Obojga Sycylii, Ferdynand I (1751–1825) ∞1768 Maria Karolina Rakuszanka (1752–1814)    | kr. Obojga Sycylii, Ferdynand I (1751–1825) ∞1768 Maria Karolina Rakuszanka (1752–1814)     | ks. Saksonii-Koburga-Saalfeld, Franciszek (1750–1806) ∞1777 Augusta Karolina Reuss-Ebersdorf (1757–1831)             | ks. Saksonii-Koburga-Saalfeld, Franciszek (1750–1806) ∞1777 Augusta Karolina Reuss-Ebersdorf (1757–1831) | Ferenc József Koháry (1767–1826) ∞1792 Marie Antonie Waldstein-Wartenberg (1771–1854)  | Ferenc József Koháry (1767–1826) ∞1792 Marie Antonie Waldstein-Wartenberg (1771–1854)  |
| Dziadkowie                            | kr. Francuzów, Ludwik Filip I (1773–1850) ∞1809 Maria Amelia Burbon-Sycylijska (1782–1866) | kr. Francuzów, Ludwik Filip I (1773–1850) ∞1809 Maria Amelia Burbon-Sycylijska (1782–1866) | kr. Francuzów, Ludwik Filip I (1773–1850) ∞1809 Maria Amelia Burbon-Sycylijska (1782–1866) | kr. Francuzów, Ludwik Filip I (1773–1850) ∞1809 Maria Amelia Burbon-Sycylijska (1782–1866)  | Ferdynand Jerzy Koburg (1785–1851) ∞1815 Maria Antonina Koháry (1797–1862)                                           | Ferdynand Jerzy Koburg (1785–1851) ∞1815 Maria Antonina Koháry (1797–1862)                               | Ferdynand Jerzy Koburg (1785–1851) ∞1815 Maria Antonina Koháry (1797–1862)             | Ferdynand Jerzy Koburg (1785–1851) ∞1815 Maria Antonina Koháry (1797–1862)             |
| Rodzice                               | Ludwik Karol Orleański (1814–1896) ∞1840 Wiktoria Franciszka Koburg-Koháry (1822–1857)     | Ludwik Karol Orleański (1814–1896) ∞1840 Wiktoria Franciszka Koburg-Koháry (1822–1857)     | Ludwik Karol Orleański (1814–1896) ∞1840 Wiktoria Franciszka Koburg-Koháry (1822–1857)     | Ludwik Karol Orleański (1814–1896) ∞1840 Wiktoria Franciszka Koburg-Koháry (1822–1857)      | Ludwik Karol Orleański (1814–1896) ∞1840 Wiktoria Franciszka Koburg-Koháry (1822–1857)                               | Ludwik Karol Orleański (1814–1896) ∞1840 Wiktoria Franciszka Koburg-Koháry (1822–1857)                   | Ludwik Karol Orleański (1814–1896) ∞1840 Wiktoria Franciszka Koburg-Koháry (1822–1857) | Ludwik Karol Orleański (1814–1896) ∞1840 Wiktoria Franciszka Koburg-Koháry (1822–1857) |
| Ferdynand Filip Orleański (1844–1910) |                                                                                            |                                                                                            |                                                                                            |                                                                                             | | |                                                                                        |                                                                                        |